# الحسین دوم (ابن محمود)

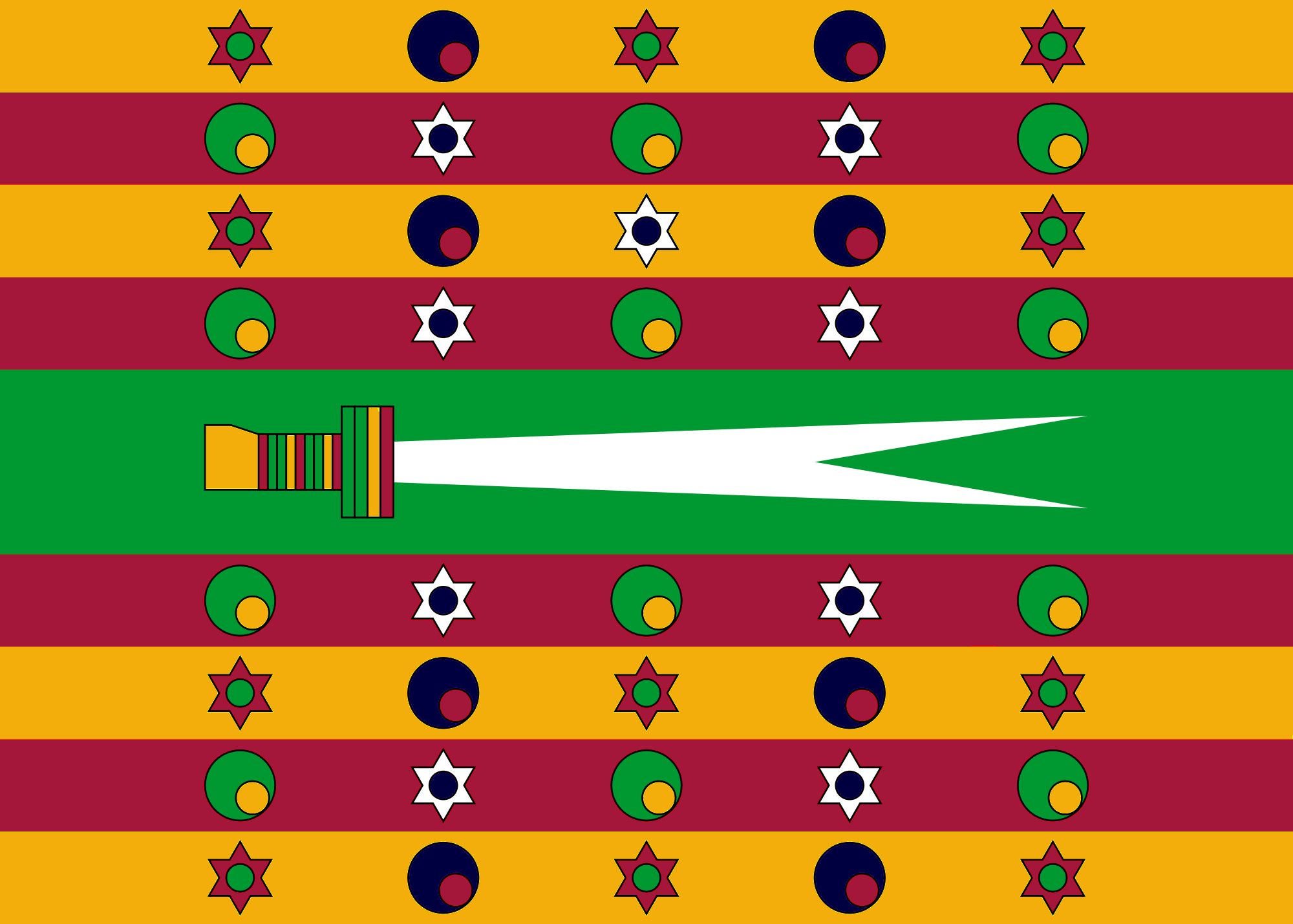
پرچم تونس که احتمالاً توسط او طراحی شده بود.

الحسین دوم، ابن محمود،(به عربی: أبو محمد حسين باشا باي) از ۱۸۲۴ تا زمان مرگش، ۱۸۳۵ بیگ (حاکم) تونس بود.